# 日本橋區
日本橋區（日语：〔〕／ Nihonbashi-ku */?）是日本東京都內一個已撤銷的區，東京15區和東京35區之一，面積達3.12平方公里，根據1947年2月1日的統計，人口為39,975人，區名源於日本橋，在1878年11月2日由日本橋地區改組而成，1947年3月15日與京橋區合併成中央區，現在是東京都中央區的北部。 

## 位置區劃
日本橋區位於東京市的中心部分，東面隔着隅田川是深川區和本所區，南面是京橋區，西面隔着外壕是麴町區，北面是神田區和淺草區，面積達3.12平方公里，在東京35區中排在第34位，僅高於神田區，次於四谷區，海拔最高點僅四米，最低點是1.3米，屬於土地平坦的下町，僅本石町、堀留町一丁目以至富澤町稍高一些。日本橋區內有東堀留川、西堀留川、箱崎川、日本橋川、龜島川和楓川等河流，地質上以沖積層為主，地層屬第三紀，部分土地則是填海得來。
東京府在明治2年3月16日（1869年4月27日）實施五十番組制，將府內劃分成五十區，稱為番組，日本橋地區屬於一番組至十三番組、三十五番組至三十七番組，其中七番組與後來屬於京橋區的町丁有重叠，同時率先廢除江戶時代遺漏下來的一些名稱中包含門前町、橫町、新道、新路、屋敷和代地等的町名，明治2年4月29日（6月9日）通過合併和改名再整頓剩餘的不當町名。每組均設有辦事處，以及中年寄和添年寄各一人，明治3年閏10月25日（1870年12月17日）增設由地主擔任的町年寄，每組大約三至五人。
| 番組       | 町丁 |
| ---------- | --- |
| 一番組     | 本町一至四丁目、岩附町、本石町一至四丁目、本石町十軒店、金吹町、本革屋町、駿河町、本兩替町、北鞘町、品川町、品川町裏河岸、本銀町一至四丁目                                                   |
| 二番組     | 室町一至三丁目、瀨戶物町、伊勢町、本船町、本小田原町一至二丁目、長濱町一至二丁目、安針町、小網町一丁目至三丁目、小網町橫町、小舟町一至三丁目、堀江町一至四丁目                               |
| 三番組     | 通油町、通旅籠町、小傳馬町一至三丁目、元濱町、新大坂町、彌生町、田所町、堀留町一至三丁目、大傳馬町一至二丁目、大傳馬鹽町、鐵砲町                                                             |
| 四番組     | 高砂町、住吉町、住吉町裏河岸、難波町、難波町裏河岸、新和泉町、富澤町、長谷川町、新乘物町、新材木町、岩代町、堺町、葺屋町、芳町、堀江六軒町、元大坂町、勘左衛門町、松島町                     |
| 五番組     | 通一至四丁目、西河岸町、吳服町、元大工町、數寄屋町、檜物町、上槙町、萬町、元四日市町、青物町、音羽町、佐內町、平松町、川瀨石町、新右衛門町、榑正町、箔屋町、下槙町、本材木町一至四丁目、錦町 |
| 六番組     | 南茅場町、坂本町一至二丁目、龜島町、北島町、三代町 |
| 七番組     | 北新堀町、箱崎町一至二丁目 |
| 三十五番組 | 小傳馬上町、龜井町 |
| 三十六番組 | 馬喰町一至四丁目 |
| 三十七番組 | 橫山町一至三丁目、吉川町、下柳原同朋町、新柳町、橘町一至四丁目、藥研堀埋立地、米澤町一至三丁目、村松町、久松町、若松町、橫山同朋町                                                           |

明治4年6月13日（1871年7月30日），大區小區制開始實施，日本橋地區改屬第一大區五小區、六小區、十二小區至十六小區，原本番組的中年寄和添年寄則暫定擔任戶長和副戶長，明治5年4月7日（1872年5月13日）任命新戶長，並且分成三級，1873年3月17日廢除分級制度，每一小區各一戶長，同年4月17日廢除町年寄，改設年寄和町用掛，分別負責財務和雜務。另一方面，自明治5年至翌年3月開始整頓町名，1876年至1880年為止開始替河岸地區命名，日本橋地區當時有27處河岸獲得正式命名。
| 小區     | 町丁 |
| -------- | --- |
| 五小區   | 本町一至四丁目、岩附町、本石町一至四丁目、金吹町、本革屋町、駿河町、本兩替町、北鞘町、品川町、品川町裏河岸、本銀町一至四丁目、室町一至三丁目、瀨戶物町、伊勢町、本船町、本小田原町、長濱町、安針町、本石町十軒店 |
| 六小區   | 通一至四丁目、西河岸町、吳服町、元大工町、數寄屋町、檜物町、上槙町、萬町、元四日市町、青物町、佐內町、平松町、川瀨石町、新右衛門町、榑正町、下槙町、本材木町一至二丁目、錦町、箔屋町 |
| 十二小區 | 馬喰町一至四丁目、小傳馬上町、龜井町 |
| 十三小區 | 通鹽町、橫山町一至三丁目、元柳町、新柳町、吉川町、米澤町一至三丁目、藥研堀町、橘町一至四丁目、村松町、久松町、若松町、矢之倉町、濱町一至三丁目、菖蒲町 |
| 十四小區 | 大傳馬町一丁目至二丁目、通旅籠町、通油町、鐵砲町、大傳馬鹽町、小傳馬町一至三丁目、堀留町一至三丁目、田所町、新大坂町、元濱町、彌生町、富澤町、長谷川町、新乘物町、新材木町、岩代町、葺屋町、堺町、新和泉町、高砂町、浪花町、住吉町、芳町、新葭町、元大坂町、松島町、堀江町一至四丁目、小舟町一至三丁目、小網町一至四丁目、小網町仲町、蠣殼町一至三丁目 |
| 十五小區 | 南茅場町、兜町、坂本町、三代町、北島町一至二丁目、龜島町一至二丁目 |
| 十六小區 | 箱崎町一至四丁目、北新堀町、新永代町 |

1878年11月2日，日本橋區作為東京市的一部分而成立，即東京15區。1878年12月，菖蒲町併入至濱町二至三丁目，錦町併入至元四日市町和本材木町一丁目，翌年4月新永代町併入至北新堀町，1886年4月中洲町成立，本石町十軒店在1911年5月改名為十軒店町，常盤町則在1920年7月成立。關東大震災後，基於土地區劃整理事業，類似的町名不但被廢除，丁目的數法也從原本的江戶城，改以日本橋開始計算。1932年2月1日，原屬京橋區的松屋町一丁目和二丁目的部分地區併入至兜町。1933年9月1日，龜井町和馬喰町四丁目的各一部分併入至神田區，相對地原屬神田區的富松町和久右衛門町的各一部分則併入至馬喰町。1947年3月15日，日本橋區與京橋區合併成中央區後，原屬日本橋區的町丁均冠稱日本橋。
| 新町名                                                       | 舊町名 |
| ------------------------------------------------------------ | --- |
| 本石町一至四丁目                                             | 全域：本兩替町、北鞘町、常盤町、本町一丁目、本石町一丁目、本銀町一丁目 部分：本革屋町、金吹町 |
| 室町一至四丁目                                               | 全域：室町一至三丁目、品川町、品川町裏河岸、駿河町、本町二丁目、本石町二丁目、十軒店町、本銀町二丁目 部分：本革屋町、伊勢町、瀨戶物町、本小田原町、長濱町、安針町、本船町、本町三町目、本石町三丁目、金吹町、本銀町三丁目 |
| 本町一至四丁目                                               | 全域：本町四丁目、大傳馬町一丁目、堀留町一丁目、本石町四丁目、岩附町、鐵砲町、本銀町四丁目、大傳馬鹽町 部分：伊勢町、瀨戶物町、本小田原町、安針町、本船町、長濱町、本町三丁目、本石町三丁目、本銀町三丁目                 |
| 小舟町一至二丁目                                             | 全域：小舟町一至三丁目、堀江町一至三丁目 |
| 大傳馬町一至三丁目                                           | 全域：通油町 部分：大傳馬町二丁目、通旅籠町、元濱町 |
| 小傳馬町一至三丁目                                           | 全域：小傳馬上町、小傳馬町一至三丁目 部分：大傳馬町二丁目、通旅籠町、龜井町 |
| 堀留町一至二丁目                                             | 全域：堀留町二至三丁目、新材木町、新乘物町、岩代町、長谷川町、田所町 部分：葺屋町、通旅籠町 |
| 富澤町                                                       | 全域：新大坂町、彌生町、富澤町、高砂町 部分：元濱町 |
| 蠣殼町一至四丁目                                             | 全域：蠣殼町三丁目 部分：蠣殼町一至二丁目、松島町 |
| 浪花町                                                       | 全域：浪花町 部分：蠣殼町二丁目 |
| 人形町一至三丁目                                             | 全域：住吉町、新和泉町 部分：蠣殼町二丁目、松島町、元大坂町、堺町、芳町 |
| 芳町一至二丁目                                               | 部分：蠣殼町一至二丁目、元大坂町、芳町、新葭町、堺町、葺屋町 |
| 小網町一至三丁目                                             | 全域：小網町一至四丁目、堀江町四丁目、小網仲町 部分：新葭町、蠣殼町一丁目 |
| 兜町一至三丁目                                               | 全域：兜町、坂本町、三代町 部分：松屋町一至二丁目 |
| 茅場町一至三丁目                                             | 全域：南茅場町、北島町一至二丁目、龜島町一至二丁目 |
| 橫山町                                                       | 全域：橫山町一丁目 部分：通鹽町、橫山町二至三丁目 |
| 橘町                                                         | 全域：橘町一至四丁目 部分：橫山町二丁目、村松町、若松町 |
| 兩國                                                         | 全域：米澤町一至二丁目、吉川町、元柳町、新柳町 部分：橫山町三丁目、若松町、藥研堀町、米澤町三丁目 |
| 馬喰町一至四丁目                                             | 全域：馬喰町一至三丁目 部分：通鹽町、馬喰町四丁目、富松町、久右衛門町 |
| 通一至三丁目                                                 | 全域：通一至四丁目、萬町、平松町、箔屋町 部分：元四日市町、西河岸町、吳服町、元大工町、數寄屋町、川瀨石町、新右衛門町、檜物町、上槙町、下槙町                                                                             |
| 江戶橋一至三丁目                                             | 全域：本材木町一至二丁目、青物町、佐內町、榑正町 部分：元四日市町、川瀨石町、新右衛門町、下槙町 |
| 吳服町一至三丁目                                             | 部分：西河岸町、吳服町、元大工町、數寄屋町、檜物町、上槙町 |
| 中洲                                                         | 全域：中洲町 |
| 村松町                                                       | 部分：村松町 |
| 若松町                                                       | 部分：若松町 |
| 藥研堀町                                                     | 部分：藥研堀町 |
| 町域不變的町丁                                               | |
| 濱町一至三丁目、箱崎町一至四丁目、北新堀町、矢之倉町、久松町 | |

## 歷史
除了北部部分地區外，日本橋大部分地區在江戶時代均是一片汪洋，沒有發現任何日本舊石器時代的遺跡，不過仍然有不少出土文物。1880年在江戶橋出土了象的臼齒，其後在1929年於白木屋出土了鯨骨和海豚骨，翌年在日本銀行又出土了象牙。此外，鳥居龍藏稱白木屋也曾經出土燧石，不過已經毀於白木屋大火，日本銀行也曾經出土繩文土器的碎片，不過由於該處是填海地，泥土也是從其他地方運來，與日本橋本身沒有直接關係。1951年，日本橋室町二丁目也曾經出土年約20歲的女性骸骨，雖然根據出土地層推測為繩文時代前，不過根據頭骨的話則是中世或近世。
日本橋古屬武藏國豐島郡，根據收錄於《關興寺文書》內，弘長元年10月3日（1261年10月28日）的《江戶長重避狀》記載，當時豐島郡江戶鄉內有名為前島村的村落，該村由長重寄進至北條氏，根據收錄於《圓覺寺文書》內，正和4年12月24日（1316年1月19日）的《圓覺寺文書目錄》記載，其後再寄進前島村至圓覺寺。此外，根據應永26年12月17日（1420年1月2日）的《足利持氏御教書》記載，前島村尚有森木村。《日本橋區史》推測兩者均是與日本橋區有關的地名。此外，《北條氏所領役帳》均有「前嶋森木共法林院分」和「江戶橫山分」的記載，其中橫山推測便是橫山町附近，鄰接的人形町在江戶時代也曾經出土天文22年（1553年）的板碑，位於本石町的日本銀行也曾經出土建武2年（1335年）的板碑等等。
天正18年（1590年）8月，德川家康入主關東地方，並且以江戶為中心進行各種整頓。首先，興建道三堀，並且在其沿岸實施町割，其後在同年9月又在本町一帶實施町割，將土地分予從各地而來的町人，並且設置了金座和町年寄役所等等。慶長8年（1603年），江戶幕府成立後進行大規模普請，通過開挖神田山來填海，開拓了濱町以至新橋一帶，又延長道三堀，並且架設日本橋，形成日本橋川，翌年又以日本橋為基點，實施傳馬制。慶長10年（1605年），隨著興建江戶藩邸，開始擴建江戶城和整頓外郭，將日本橋川沿岸的寶田村（後來的小傳馬町）、祝田村（後來的大傳馬町）、材木町（後來的本材木町）和四日市町（後來的元四日市町）等遷移至日本橋地區，本石町、本革屋町和鐵砲町等作為幕府御用的商人和匠人的居處也相繼成立。明曆大火後，幕府在各處興建火除地，又在日本橋和京橋之間興建廣小路，並且遷移大名和旗本的屋敷以及寺院，其中原本在濱町或橫山町的西本願寺便在木挽町一帶進行填海後遷移，即後來的築地本願寺。自此，日本橋地區以民居和店鋪等為主。
1878年11月2日，日本橋地區142町最初在東京21區的方案中劃為北江戶區，不過最終作為東京15區，日本橋區正式成立，區役所最初設於岩代町，翌年遷至蠣殼町二丁目十四番地，1881年7月轉移至坂本町四十番地，翌年5月遷至蠣殼町二丁目二番地，1890年8月雖然一度轉移至中洲町，最終在1892年1月又回到蠣殼町二丁目二番地。關東大震災發生後，日本橋區的23,190戶中有21,616戶毀於由地震引發的火災，比率達93.3%，高於東京市平均的73.4%，以東京市焚毀面積計算，日本橋區更達到100％，為東京15區之首，有95.1%居民受災，日本橋郵局、時事新報社和三越等建築物也毀於火災，日本橋魚市場也因而遷離，輾轉下轉移至築地，即後來的築地市場。其後第二次世界大戰爆發，日本橋區在東京大轟炸期間約48.97%的土地遭到轟炸，36,561人受災，造成其中1,259人死去，11,420棟房屋被毀。1947年3月15日，日本橋區與京橋區合併成中央區。

## 政治
在貴族院時期，日本橋區的多額納税者議員有渡邊治右衛門、菊池長四郎和濱口吉右衛門、山崎龜吉、津村重舍和細田安兵衛。在眾議院選舉中，日本橋區最初屬於東京府第4區，第7屆日本眾議院議員總選舉至第13屆日本眾議院議員總選舉為止是大選舉區制，以東京府全體為一區，第14屆日本眾議院議員總選舉和第15屆日本眾議院議員總選舉屬於東京府第5區，其後在第16屆日本眾議院議員總選舉至第21屆日本眾議院議員總選舉，日本橋區與京橋區、淺草區同屬東京府第3區（東京都第3區），第22屆日本眾議院議員總選舉時東京都則分成兩個選區，日本橋區屬於東京都第1區。
地方選舉方面，日本橋區最初在東京府會有三席，1880年12月增加兩席，1904年9月府縣制實施後減至四席，翌年9月再減一席，1924年再減回至兩席，最初是四年一任，每兩年改選一半議席，府縣制實施改為全數改選。東京市會方面，日本橋區最初也是三席，第二屆增至四席，第三屆減至兩席，第四屆增至六席，第六屆減至三席，第十屆最初是三席，及後增加至五席，第十屆增至八席，第十五屆減至五席，直至最後的第十八屆為止再沒有變動。日本橋區會方面，最初是35席，第八屆增至38席，第九屆減至34席，第十屆增至39席，第十一屆增至40席，直至最後的第十六屆為止再沒有變動。地方首長方面，日本橋區總共有21人曾經擔任區長。
| 第一屆     | 東京府第4區                 | 藤田茂吉                     |
| 第二屆     | 東京府第4區                 | 藤田茂吉                     |
| 第三屆     | 東京府第4區                 | 楠本正隆                     |
| 第四屆     | 東京府第4區                 | 楠本正隆                     |
| 第五屆     | 東京府第4區                 | 濱口吉右衛門                 |
| 第六屆     | 東京府第4區                 | 橫山富次郎                   |
| 第七屆     | 東京府選舉區                | 大橋新太郎、仁杉英、大石熊吉 |
| 第八屆     | 東京府選舉區                | 丸山名政                     |
| 第九屆     | 東京府選舉區                | 大石熊吉                     |
| 第十屆     | 東京府選舉區                | 高木益太郎                   |
| 第十一屆   | 東京府選舉區                | 高木益太郎、星野錫           |
| 第十二屆   | 東京府選舉區                | 高木益太郎                   |
| 第十三屆   | 東京府選舉區                | 高木益太郎                   |
| 第十四屆   | 東京府第5區                 | 近藤達兒                     |
| 第十五屆   | 東京府第5區                 | 高木益太郎                   |
| 第十六屆   | 東京府第3區 （東京都第3區） | —                            |
| 第十七屆   | 東京府第3區 （東京都第3區） | —                            |
| 第十八屆   | 東京府第3區 （東京都第3區） | 柳田宗一郎                   |
| 第十九屆   | 東京府第3區 （東京都第3區） | —                            |
| 第二十屆   | 東京府第3區 （東京都第3區） | —                            |
| 第二十一屆 | 東京府第3區 （東京都第3區） | 渡邊善十郎                   |
| 第二十二屆 | 東京都第1區                 | —                            |

| 1  | 館興敬                 |
| 2  | 中山孝麿               |
| 3  | 伊藤正信               |
| 4  | 竹村尚義               |
| 5  | 澤簡德（兼任神田區長） |
| 6  | 大胡純                 |
| 7  | 仁杉英                 |
| 8  | 大庭知榮               |
| 9  | 新居友三郎             |
| 10 | 川島一郎               |
| 11 | 田村瑞穗               |
| 12 | 大里常弘               |
| 13 | 川口寬三               |
| 14 | 草間時光               |
| 15 | 加藤守道               |
| 16 | 須田銓造               |
| 17 | 萱場順治               |
| 18 | 大寶要藏               |
| 19 | 沖鹽正夫               |
| 20 | 岡安彥三郎             |
| 21 | 中西清太郎（代理區長） |

## 宗教
日本橋區的神社以稻荷神社為主，除了日本橋七福神外，尚有兜神社、寶田惠比壽神社和日枝神社日本橋攝社等等。另外，日本橋區部分地區屬於日枝神社的氏子區域，山王祭舉行時神輿會渡御至此，部分地區也會參加神田明神的神田祭，日本橋區部分地區同時也是神田明神攝社江戶神社、大傳馬町八雲神社以及小舟町八雲神社的氏子。此外，也有地區為富岡八幡宮的氏子。佛教方面，日本橋區的寺院原本主要集中於矢之倉町、濱町和馬喰町一帶，明曆大火後大部分轉移至淺草、深川和芝一帶，當明王院在天保12年遷至本所後，日本橋地區僅剩下智泉院一座寺院。原本位於日本橋地區內的寺院有築地本願寺和重願寺等等。日本橋地區現存寺院有大觀音寺、清正公寺、大安樂寺、身延別院以及藥研堀不動院等等，法華宗本門流的宗務所也位於日本橋地區。此外，日本橋區尚有日本基督教團日本橋教會和金光教日本橋教會。

## 人口
根據1875年或1876年的《東京府誌》記載，當時日本橋地區有21,444戶，87,274名居民，其中本籍是71,765人，寄留是15,509人，1878年的《區劃改正相關下調書類》（區畫改正ニ關スル下調書類）記載為21,573戶85,664人。關於1908年的人口，《東京市市勢調查概數表》記載為110,703人，《東京府統計書》則是151,873人，《新修日本橋區史》以《東京府統計書》的數據為準，東京都總務局則以市勢調查為準，《中央區史》認為這個差異是源於調查不妥，應以市勢調查為準。進入大正後受到第一次世界大戰的影響，日本橋區的人口突破15萬，不過在國勢調查實施後，日本橋區的人口增長開始放緩，在東京15區僅高於麴町區和赤坂區，在關東大震災發生後，更一度銳減至38,297人。其後，日本橋區的人口雖然一度回升至十萬以上，然而隨著第二次世界大戰爆發後，人口逐漸下滑，根據1945年11月1日的統計，已經跌至22,876人。

## 經濟
日本橋區設有多間金融機構，第一銀行早在1873年便於兜町開業，隨後1879年為止已經十三家國立銀行成立，私營銀行三井銀行和安田銀行也分別在駿河町和小舟町創立，日本銀行則在1882於北新堀町開業後轉移至本石町。根據《東京府統計書》在1897年的記載，當時東京府殘存的七家國立銀行中，有四家位於日本橋區，其中包括第百銀行，府內60家股份銀行中有29家位於日本橋區，包括東海銀行和東京銀行等等，八家無限銀行中有六家銀行位於日本橋區，九家合資銀行也有六家銀行位於日本橋區。此外，東京証券取引所前身東京株式取引所也位於日本橋區內。此外，日本橋區也有多家商業機構，包括丸善、上海纺织株式会社、東京建物和東洋汽船等等，東京市33家無限公司中有15家位於日本橋區，82家合資會社中區內也有30家。此外，三井財閥在日本橋區也設有三井物產、三井礦山、越後屋吳服店北海道炭礦汽船等公司，三菱財閥則在區內設有郵便汽船三菱會社。

### 註解
1. ↑  現日本橋人形町二丁目和日本橋富澤町的一部分[5]。